# Alfredo Oriani (cacciatorpediniere)
L’Alfredo Oriani è stato un cacciatorpediniere della Regia Marina.

## Storia
Alla data dell'ingresso dell'Italia nella seconda guerra mondiale apparteneva alla IX Squadriglia Cacciatorpediniere, unitamente ai gemelli Alfieri, Gioberti e Carducci.
Alle due di notte del 12 giugno 1940 lasciò Taranto taranto con i gemelli, la I Divisione (incrociatori pesanti Zara, Fiume e Gorizia), la VIII Divisione (incrociatori leggeri Duca degli Abruzzi e Garibaldi) e la XVI Squadriglia Cacciatorpediniere (da Recco, Pessagno, Usodimare) per pattugliare il Mar Ionio.
Il 2 luglio fu adibito, unitamente ai gemelli, alla I Divisione (Zara, Fiume, Gorizia), agli incrociatori leggeri Bande Nere e Colleoni ed alla X Squadriglia Cacciatorpediniere (Maestrale, Grecale, Libeccio, Scirocco) alla scorta indiretta a un convoglio di rientro dalla Libia (lo formavano i trasporti truppe Esperia e Victoria, che fruivano della scorta delle torpediniere Procione, Orsa, Orione e Pegaso, sulla rotta da Tripoli a Napoli).
Nel pomeriggio del 7 luglio salpò insieme ai gemelli ed al resto della II Squadra Navale – incrociatore pesante Pola, Divisioni incrociatori I, II, III e VII per 11 unità in tutto e squadriglie cacciatorpediniere X, XI, XII e XIII – che poi si congiunse alla I Squadra, prendendo parte alla battaglia di Punta Stilo del 9 luglio: durante il ripiegamento della flotta italiana nel corso dello scontro, la IX Squadriglia fu la prima formazione di cacciatorpediniere, tra quelle mandate a contrattaccare con i siluri, ad effettuare il lancio delle proprie armi – cinque in tutto, da 13.500 metri –, senza però riuscire a colpire.
Tra il 30 luglio ed il 1º agosto fece parte– insieme ai gemelli, agli incrociatori Pola, Zara, Fiume, Gorizia, Trento, da Barbiano, Alberto di Giussano, Eugenio di Savoia, Duca degli Abruzzi, Attendolo, Montecuccoli ed alle Squadriglie Cacciatorpediniere XII, XIII e XV per un totale di 11 unità – della scorta indiretta per due convogli diretti in Libia, che videro l'impiego in tutto di 10 mercantili, 4 cacciatorpediniere e 12 torpediniere.
Intorno a mezzogiorno del 27 novembre partì da Napoli unitamente al Pola, alla I Divisione (Fiume e Gorizia) ed alle altre unità della IX Squadriglia, partecipando quindi all'inconclusiva battaglia di capo Teulada.

LOriani fotografato insieme ai gemelli Gioberti e Carducci

Alle undici del 26 marzo salpò da Taranto (al comando del capitano di fregata Vittorio Chinigò) unitamente ai gemelli ed alla I Divisione (Zara, Pola, Fiume), congiungendosi quindi con la squadra navale – corazzata Vittorio Veneto, Divisioni incrociatori III (Trento, Trieste, Bolzano) e VIII (Garibaldi e Duca degli Abruzzi), Squadriglie cacciatorpediniere XIII (Granatiere, Bersagliere, Fuciliere, Alpino), XVI (Da Recco, Pessagno), XII (Corazziere, Carabiniere, Ascari) – destinata all'operazione «Gaudo», successivamente sfociata nella battaglia di Capo Matapan.
Nel corso della battaglia scontro il Pola, nella serata del 28 marzo, fu immobilizzato da un aerosilurante. L'ammiraglio Angelo Iachino, comandante della squadra italiana, mandò l'intera la I Divisione e la IX Squadriglia al soccorso dell'incrociatore danneggiato, ma quando, alle 22.27, le navi arrivarono in prossimità del Pola, furono sorprese dalle corazzate britanniche Barham, Valiant e Warspite, che le cannoneggiarono con le loro artiglierie: furono affondati lo Zara, il Fiume, l’Alfieri, il Carducci e, in un secondo, tempo, anche il Pola (silurato da cacciatorpediniere inglesi). All'inizio del combattimento l’Oriani era l'ultima unità della fila, preceduta dal Carducci; sebbene colpito con danni di una certa serietà, riuscì fortunosamente a ripiegare ed allontanarsi assieme all' indenne Gioberti, grazie anche al sacrificio del Carducci, che si era diretto contro le navi inglesi coprendo la ritirata delle unità sezionarie con cortine fumogene.
Dal 16 al 18 luglio fece parte (insieme ai cacciatorpediniere Lanciere, Geniere, Gioberti ed alla torpediniera Centauro) della scorta di un convoglio formato dai trasporti truppe Marco Polo, Neptunia ed Oceania sulla rotta Taranto-Tripoli (con inoltre anche una scorta indiretta fornita dagli incrociatori Trieste e Bolzano e dai cacciatorpediniere Carabiniere, Ascari e Corazziere): l'intero convoglio arrivò senza danni in porto, eludendo anche un attacco del sommergibile HMS Unbeaten diretto contro l’Oceania.
Il 4 agosto partì da Napoli, scortando a un convoglio formato dai piroscafi Nita, Aquitania, Ernesto, Nirvo e Castelverde (formavano il resto della scorta i cacciatorpediniere Aviere, Geniere, Gioberti e Camicia Nera e la torpediniera Calliope), cui poi si aggregò la nave cisterna Pozarica; il 6 agosto il Nita, colpito da aerei dell'830º Squadron britannico, affondò nel punto 35°15' N e 12°17' E, rendendo vani i tentativi del Camicia Nera e della Calliope di salvarlo, mentre le altre navi del convoglio arrivarono in porto il giorno seguente.
Il 19 agosto appartenne, insieme ai cacciatorpediniere Vivaldi, Da Recco, Gioberti ed alla torpediniera Dezza, cui poi si aggregò anche la X Squadriglia (Maestrale, Grecale, Libeccio, Scirocco), alla scorta di un convoglio in navigazione da Napoli a Tripoli (trasporti truppe Marco Polo, Esperia, Neptunia ed Oceania); il 20 agosto, quando ormai i trasporti avevano imboccato la rotta di sicurezza per Tripoli (scampando anche a un attacco da parte del sommergibile HMS Unbeaten) il sommergibile britannico Unique silurò l’Esperia, che affondò in posizione 33°03' N e 13°03' E; fu possibile trarre in salvo ben 1139 uomini, mentre le vittime furono 31.
Il 26-29 agosto fece parte – insieme al cacciatorpediniere Euro ed alle torpediniere Procione, Orsa e Clio – della scorta di un convoglio formato dai piroscafi Ernesto ed Aquitania, dalla motonave Col di Lana e dalla nave cisterna Pozarica, in navigazione da Napoli a Tripoli; il 27 il convoglio fu attaccato due volte dal sommergibile HMS Urge, che mancò la Pozarica ma danneggiò l’Aquitania (che dovette rientrare a Trapani assistito dall’Orsa), eludendo poi la reazione della Clio; le altre navi giunsero a destinazione il 29.
Sempre in settembre fece parte della scorta del convoglio «Tembien», che fu attaccato da bombardieri Vickers Wellington: i piroscafi Nicolò Odero e Caffaro furono incendiati dalle bombe e saltarono in aria.
Il 24 settembre scortò (insieme ai cacciatorpediniere Lampo, Fulmine e Strale) un convoglio composto dai trasporti Amsterdam, Castelverde e Perla; il convoglio fu forse attaccato da un sommergibile al largo di Pantelleria, ma non esistono conferme da parte britannica.
Dal 16 al 19 ottobre fece parte della scorta (cacciatorpediniere Oriani, Folgore, Fulmine, Usodimare, Da Recco, Sebenico) di un convoglio in navigazione da Napoli a Tripoli (trasporti Beppe, Marin Sanudo, Probitas, Paolina e Caterina), cui si aggregarono poi il motopeschereccio Amba Aradam e la torpediniera Cascino; il Beppe fu silurato il 18 dal sommergibile HMS Ursula, dovendo essere preso a rimorchio dal rimorchiatore Max Barendt ed assistito dal Da Recco e dalla torpediniera Calliope (giunse a Tripoli il 21), mentre il Caterina affondò nel punto a 62 miglia per 350° da Tripoli in seguito ai danni riportati in un attacco aereo; il resto del convoglio giunse a Tripoli il 19.
Nella mattinata dell'8 novembre 1941 l’Oriani (ancora al comando del capitano di fregata Vittorio Chinigò) partì da Napoli per aggregarsi alla scorta del convoglio «Duisburg»: tale convoglio, composto dai mercantili Duisburg, San Marco, Sagitta, Maria, Rina Corrado, Conte di Misurata e Minatitlan (con un carico 34.473 t di rifornimenti, 389 automezzi, 243 uomini) era diretto a Tripoli con la scorta, oltre che dell’Oriani, dei cacciatorpediniere Maestrale, Grecale, Fulmine ed Euro (cui si aggiungevano, come scorta indiretta, anche gli incrociatori pesanti Trento e Trieste e 4 cacciatorpediniere). Nella notte successiva il convoglio fu attaccato e distrutto dalla "Forza K" britannica (incrociatori leggeri Aurora e Penelope e cacciatorpediniere Lance e Lively): vennero affondati tutti i mercantili e il Fulmine, mentre il Grecale riportò gravi danni. Nel combattimento – all'inizio del quale l’Maestrale procedeva sul lato sinistro del convoglio – il cacciatorpediniere cercò di coprire i mercantili con cortine fumogene e sparò alcuni colpi, inutilmente. Tra le unità della scorta indiretta, l’Oriani fu l'unico ad uscire del tutto indenne dallo scontro. Terminato il combattimento, l’Oriani prese a rimorchio il Grecale, rimasto immobilizzato in seguito ai danni riportati, e lo trainò a Trapani.
Il 19 novembre scortò, unitamente al Gioberti ed al Maestrale, il convoglio «Alpha» (Ankara e Venier) di ritorno da Tripoli a Napoli (le navi vennero poi dirottate su Taranto causa la presenza aeronavale britannica nel Canale di Sicilia).
Alle 18.40 del 13 dicembre lasciò Taranto insieme a una squadra navale – corazzata Duilio, incrociatore pesante Gorizia, cacciatorpediniere Gioberti e Maestrale – per la scorta indiretta all'operazione «M. 41» (tre convogli diretti a Bengasi con partenza da Taranto ed Argostoli, con l'impiego complessivo dei trasporti Fabio Filzi, Carlo del Greco, Monginevro, Napoli, Ankara, Capo Orso, e, per la scorta, dei cacciatorpediniere Da Recco, Usodimare, Pessagno, Saetta e Malocello e della torpediniera Pegaso, oltre a tre gruppi di appoggio); l'operazione fu però vittima degli attacchi dei sommergibili inglesi Upright ed Urge, che affondarono il Filzi ed il Del Greco e danneggiarono seriamente la corazzata Littorio, mentre l’Iseo ed il Capo Orso si procurarono gravi danni in seguito a una collisione.
Il 16 dicembre, aggregato alla X Squadriglia Cacciatorpediniere, partecipò, unitamente alle corazzate Andrea Doria, Giulio Cesare e Littorio, agli incrociatori pesanti Trento e Gorizia ed ai cacciatorpediniere Granatiere, Bersagliere, Fuciliere, Alpino, Corazziere, Carabiniere, Gioberti, Maestrale ed Usodimare, alla scorta indiretta nell'ambito dell'operazione di convogliamento per la Libia «M 42» (due convogli formati in totale dai mercantili Monginevro, Napoli, Ankara e Vettor Pisani con la scorta dei cacciatorpediniere Saetta, Da Recco, Vivaldi, Da Noli, Malocello, Pessagno e Zeno, entrambi partiti da Taranto e diretti a Bengasi – l’Ankara ed il Saetta – e Tripoli – le altre unità –); le navi arrivarono a destinazione senza danni il 18, mentre il gruppo d'appoggio prese parte a un inconclusivo scontro con una formazione britannica che prese il nome di prima battaglia della Sirte, all'inizio della quale l’Oriani, alle 15.43 del 17 dicembre, segnalò per errore di aver individuato il fumo prodotto da navi nemiche a distanza.
Alle 16 del 3 gennaio 1942 partì da Napoli – unitamente alla corazzata Duilio, agli incrociatori leggeri Garibaldi, Montecuccoli ed Attendolo ed ai cacciatorpediniere Maestrale, Scirocco, Oriani e Malocello – per fornire scorta indiretta nel corso dell'operazione «M. 43»: essa prevedeva l'invio di tre convogli (che videro in mare in tutto i mercantili Monginevro, Nino Bixio, Lerici, Gino Allegri, Monviso e Giulio Giordani ed una scorta diretta fornita dai cacciatorpediniere Vivaldi, Da Recco, Usodimare, Bersagliere, Fuciliere, Freccia e dalle torpediniere Procione, Orsa, Castore, Aretusa ed Antares) dai porti di Messina, Taranto e Brindisi, tutti diretti a Tripoli; dopo l'arrivo dei trasporti in porto (avvenuto il 5) l’Oriani e le altre unità del gruppo tornarono alla base alle 4.20 del 6 febbraio.
Il 22 gennaio fece parte della scorta indiretta dell'operazione «T. 18» (un convoglio formato dal trasporto truppe Victoria – partito da Taranto – e dai cargo Ravello, Monviso, Monginevro e Vettor Pisani – salpati da Messina –, con la scorta dei cacciatorpediniere Vivaldi, Malocello, Da Noli, Aviere, Geniere e Camicia Nera e delle torpediniere Orsa e Castore); il convoglio arrivò a Tripoli il 24, subendo però la perdita della Victoria, affondata da due attacchi di aerosiluranti.
Alle 18.30 del 21 febbraio 1942 salpò da Messina – insieme agli incrociatori Gorizia, Trento, Bande Nere ed ai cacciatorpediniere Alpino e Da Noli – per fornire scorta indiretta a due convogli (mercantili Monginevro, Ravello, Unione, Giordani, Lerici, Monviso; cacciatorpediniere Vivaldi, Malocello, Premuda, Strale, Pigafetta, Pessagno, Zeno, Scirocco, Maestrale; torpediniere Circe e Pallade) da Corfù e Messina per Tripoli, nell'ambito dell'operazione «K. 7».
Il 7-10 marzo fece parte della scorta indiretta (con altri cacciatorpediniere e gli incrociatori Montecuccoli, Garibaldi ed Eugenio di Savoia) all'operazione «V 5», che prevedeva l'invio in Libia di 4 motonavi veloci (da Brindisi, Messina e Napoli verso Tripoli) ed il rientro di altre quattro motonavi.
Alla mezzanotte del 21 marzo l'unità, aggregata alla XI Squadriglia Cacciatorpediniere (Aviere, Ascari, Oriani) partì da Taranto insieme alla corazzata Littorio ed alle unità della squadriglia, prendendo poi parte all'inconclusiva seconda battaglia della Sirte, nella quale non ebbe comunque un ruolo di rilievo.
Nella primavera del 1942 l’Oriani fu dislocato, insieme all’Ascari ed alla VII Divisione (incrociatori Eugenio di Savoia e Raimondo Montecuccoli) a Cagliari, per costituire una forza di “pronto intervento” contro eventuali attacchi di navi britanniche ai convogli per il Nordafrica.
Alle 16.30 del 13 giugno salpò da Cagliari aggregato alla X Squadriglia Cacciatorpediniere (Ascari, Gioberti, Premuda), di cui era caposquadriglia al comando del capitano di vascello Riccardo Pontremoli, per attaccare – insieme alla VII Divisione incrociatori (Montecuccoli ed Eugenio di Savoia) ed alla XIV Squadriglia cacciatorpediniere (Vivaldi, Zeno, Malocello) – il convoglio britannico «Harpoon» nell'ambito della Battaglia di mezzo giugno. All'inizio del combattimento l’Oriani, l’Ascari ed il Premuda (il Gioberti era rientrato per un guasto ai motori, così come lo Zeno) si trovavano in testa alla formazione, ed alle 5.40 del 14 l’Oriani e l’Ascari aprirono il fuoco da 19.000 metri contro i cacciatorpediniere britannici Bedouin e Partridge. Alle 5.50 una delle due unità (non è certo quale) colpì il Bedouin, poi, tra le 6.07 e le 6.09, tirarono contro i cacciatorpediniere Marne e Matchless, senza colpirli; in tutta la mattinata l’Oriani sparò una sessantina di proiettili. Alle 6.17 Oriani, Ascari e Premuda furono inviati in soccorso al Vivaldi, immobilizzato ed in fiamme per effetto di un proiettile britannico. Alle 9.49 Oriani ed Ascari furono infruttuosamente attaccati da aerosiluranti Bristol Beaufort, e più tardi si ricongiunsero con la VII Divisione. Verso le 12.35 i due caccia aprirono nuovamente il fuoco contro il Bedouin ed il Partridge, mentre alle 12.57, separatisi dalla VII Divisione, aprirono il fuoco da 12.000 metri contro la nave cisterna Kentucky, danneggiata da aerei. Ricongiuntisi poi con gli incrociatori, alle 13.20 furono inviati verso il Bedouin, che però fu poco dopo finito da un aerosilurante S.M. 79 “Sparviero”; alle 13.43 l’Oriani lanciò un siluro che colpì la Kentucky: la carica esplosiva, invece di scoppiare, si limitò a produrre una limitata deflagrazione, che causò scarsi danni. Oriani ed Ascari concorsero poi col tiro delle loro artiglierie, assieme a velivoli italo-tedeschi, a finire il Kentucky ed il piroscafo Burdwan, entrambi già seriamente danneggiati da aerei. In tutto il combattimento l’Oriani sparò 168 proiettili da 120 mm.
Tra la sera dell'11 agosto e la mattina del 12 l’Oriani uscì in mare con una forza composta in tutto da III (Gorizia, Bolzano, Trieste) e VII (Eugenio di Savoia, Attendolo, Montecuccoli) Divisioni incrociatori, per partecipare alla battaglia di mezzo agosto; tale forza tuttavia fu fatta rientrare il 13 nel timore di attacchi nemici (furono ugualmente silurati e gravemente danneggiati il Bolzano e l’Attendolo).
In settembre l'unità fu sottoposta a lavori di rimodernamento: la nave fu dotata di un ecogoniometro prodotto in Germania, la tramoggia per bombe di profondità fu rimpiazzata da due di nuova produzione, furono rimossi i pezzi illuminanti da 120 ed installati tre impianti binati di mitragliere da 20/65 mm; le mitragliere binate in controplancia furono sostituite da altre singole.
Il 4 novembre salpò da Napoli per scortare – insieme al Maestrale, al Grecale, al Gioberti, alle torpediniere Clio ed Animoso e a un altro moderno cacciatorpediniere, il Velite – le motonavi Giulia e Chisone e il piroscafo Veloce, diretti a Tripoli: nonostante numerosi attacchi aerei, il convoglio fu uno degli ultimi a poter arrivare in Libia indenni.
Nel corso del 1943 l’Oriani fu sottoposto ad altri lavori di modifica, che previdero l'installazione di un radar tipo «De.Te.» di produzione tedesca, l'eliminazione del complesso lanciasiluri poppiero e di un complesso di mitragliere da 20/65 mm, l'imbarco di 2 mitragliere singole da 37/54 mm e di altrettante armi, anch'esse singole, da 20/65.
Fu poi impiegato per il trasporto veloce di materiali.
Alla proclamazione dell'armistizio, la nave salpò da La Spezia con il resto della squadra navale (corazzate Italia, Vittorio Veneto e Roma, incrociatori leggeri Giuseppe Garibaldi, Attilio Regolo, Duca degli Abruzzi, Eugenio di Savoia, Duca d'Aosta, Montecuccoli, cacciatorpediniere Artigliere, Fuciliere, Mitragliere, Carabiniere, Legionario, Velite, Grecale) consegnandosi agli Alleati a Malta, dove giunse l'11 settembre, ormeggiandosi all'altezza di Madliena Tower. Il 12 settembre si rifornì di carburante dalla corazzata Andrea Doria ed il 14 lasciò l'isola, insieme al Legionario, portandosi dapprima a Biserta e quindi ad Algeri; lì le due unità imbarcarono alcuni reparti statunitensi e le loro attrezzature, trasportandole poi ad Ajaccio (Corsica) in supporto alla resistenza opposta dalle forze italiane e francesi alle truppe tedesche nell'isola, e, compiuta la missione, fecero ritorno a Malta alle ore otto del 29 settembre, ormeggiandosi a Marsa Scirocco (Legionario) e Marsa Scala (Oriani). Il 4 ottobre l’Oriani salpò da Malta insieme a numerose altre unità (il Legionario, gli incrociatori Garibaldi, Abruzzi e Pompeo Magno, le torpediniere Libra e Calliope, le corvette Ape, Cormorano, Danaide, Gabbiano, Minerva e Pellicano, le motosiluranti MS 35, MS 54, MS 55, MS 56, MS 61 ed MS 64, i cacciasommergibili VAS 201, VAS 204, VAS 224, VAS 233, VAS 237, VAS 240, VAS 241, VAS 246 e VAS 248) e rientrò in Italia.
Fino all'armistizio l’Oriani aveva svolto in tutto 168 missioni di guerra (14 con le forze navali, 3 di caccia antisommergibile, 4 di trasporto, 62 di scorta convogli, 19 addestrative e 56 di altro tipo), percorrendo complessivamente 56.782 miglia e trascorrendo 290 giorni ai lavori.
La nave operò poi un servizio molto intenso nel 1944 e nel 1945, nell'ambito della cobelligeranza: fu impiegata essenzialmente nella scorta, ma in un'occasione si trovò a combattere contro unità tedesche. Dal 1943 al 1945 l’Oriani svolse complessivamente 143 missioni, percorrendo circa 40.000 miglia.
Nel 1948, in base alle clausole del trattato di pace, l'unità fu radiata dai quadri della Marina italiana e ceduta alla Marine nationale.
Ribattezzata D'Estaing, non conobbe mai impiego sotto bandiera francese fino alla demolizione, avvenuta nel 1954.

### Comandanti
- Capitano di fregata Mario Panzani (nato a Livorno il 22 marzo 1899) (giugno 1939 - novembre 1940)
- Capitano di fregata Ernesto Giuriati (nato a Parma l'8 ottobre 1902) (novembre 1940 - febbraio 1941)
- Capitano di fregata Vittorio Chinigò (nato a Bologna il 26 ottobre 1900) (febbraio 1941 - 14 marzo 1942)
- Capitano di fregata Paolo Pesci (nato a Lerma l'11 settembre 1900) (15 marzo 1942 - gennaio 1943)
- Capitano di vascello Riccardo Pontremoli (nato a Spezia il 21 marzo 1900) (temporaneamente nel giugno 1942)
- Capitano di fregata Pietro Scammacca (nato a Catania il 13 marzo 1902) (gennaio - dicembre 1943)